# Пустула
Пу́стула (от лат. pustula – гнойник, прыщ) (гнойничок) — первичный экссудативный полостной морфологический элемент сыпи, возникающий в результате патологического процесса в эпидермисе или дерме.
Пустулы бывают фолликулярные (связаны с волосяным фолликулом) и нефолликулярные. В зависимости от локализации различают поверхностные (эпидермальные) и глубокие (дермальные) пустулы. Поверхностные пустулы разрешаются бесследно, глубокие — рубцуются.

## Механизм образования
1. Поражение кератиноцитов продуктами жизнедеятельности гноеродных микробов (экзогенные факторы инфекционной природы);
2. Энзимами нейтрофильных гранулоцитов;
3. Действием недостаточно изученных эндогенных факторов неинфекционной природы (пустулёзные дерматозы со стерильными пустулами (пустулёзный псориаз)).

## Форма
1. Шаровидная;
2. Конусообразная;
3. Плоская.

По глубине расположения пустулы могут быть:
1. Поверхностные (расположенные в пределах эпидермиса);
2. Глубокие (находящиеся в дерме).

## Виды пустул
Импетиго — поверхностные множественные пустулы, чьё содержимое быстро ссыхается в корочки, после отторжения которых остаётся лишь временная пигментация.
Фолликулит — пустула вокруг волосяного фолликула.
Фликтена — дряблые пустулы на поверхности эпидермиса вне фолликулов.
Рупиоидная эктима — глубокое стрептококковое повреждение эпидермиса и дермы с образованием язвы, покрытой слоистыми корками, разрешается рубцом.
Угри — пустулы, расположенные вокруг сальных желёз.

У черкесских женщин с незапамятных времён существует обычай прививать оспу своим детям, даже с шестимесячного возраста: им делается надрез на руке и в этот надрез вводится пустула, аккуратно снятая с тела другого ребёнка. Пустула эта производит в руке, в которую она введена, такое же действие, как дрожжевая закваска в куске теста: она вызывает брожение и распространяет по всей крови свои характерные свойства; нарывчики ребёнка, которому привили эту искусственную оспу, служат для прививки той же болезни другим детям; таков почти постоянный круговорот этой прививки в Черкессии.— Вольтер, «Философские письма»